# Долинка (Казахстан)
До́линка (каз. Долинка) — селище у складі Шахтинської міської адміністрації Карагандинської області. Адміністративний центр та єдиний населений пункт Долинської селищної адміністрації.
Населення — 6304 особи (2021; 5350 у 2009, 6390 у 1999, 5990 у 1989).